# Ilja Andrejewitsch Samoschnikow
Ilja Andrejewitsch Samoschnikow (russisch Илья Андреевич Самошников; * 14. November 1997 in Moskau) ist ein russischer Fußballspieler.

## Karriere

### Verein
Samoschnikow begann seine Karriere bei Prialit Reutow. Im Januar 2017 wechselte er zu Weles Moskau. Mit dem Viertligisten stieg er am Ende der Saison 2016/17 in die Perwenstwo PFL auf. Nach dem Aufstieg wechselte er zur Saison 2017/18 innerhalb der dritthöchsten Spielklasse zu Ararat Moskau. Für Ararat kam er in der Saison 2017/18 zu 19 Drittligaeinsätzen. Die Moskauer beendeten die Spielzeit als Meister der Gruppe Zentral, man erhielt jedoch keine Zweitligalizenz für einen Aufstieg, woraufhin sich der Verein nach Saisonende vom Spielbetrieb zurückzog.
Daraufhin wechselte Samoschnikow zur Saison 2018/19 zum Zweitligisten Schinnik Jaroslawl. Sein Debüt in der Perwenstwo FNL gab der Außenverteidiger im August 2018 gegen Baltika Kaliningrad. In der Saison 2018/19 kam er insgesamt zu 14 Einsätzen für Schinnik in der zweiten Liga. Zur Saison 2019/20 wechselte er innerhalb der zweithöchsten Spielklasse zu Torpedo Moskau. Für die Moskauer kam er bis zur Winterpause zu 22 Zweitligaeinsätzen.
Im Januar 2020 wechselte er zum Erstligisten Rubin Kasan. Im Juni 2020 debütierte er gegen Lokomotive Moskau für die Tataren in der Premjer-Liga. Bis zum Ende der Spielzeit 2019/20 absolvierte er sechs Erstligapartien für Rubin. In der Saison 2020/21 kam er zu 24 Einsätzen. In der Saison 2021/22 absolvierte er ebenfalls 24 Partien in der Premjer-Liga, aus der er mit Rubin zu Saisonende aber abstieg. In der Saison 2022/23 absolvierte er anschließend 28 Zweitligapartien für das Team und schaffte mit Kasan den direkten Wiederaufstieg ins Oberhaus.
Diesen machte Samoschnikow aber nicht mehr mit, zur Saison 2023/24 wechselte er innerhalb der Premjer-Liga zu Lokomotive Moskau.

### Nationalmannschaft
Samoschnikow debütierte im September 2021 im russischen A-Nationalteam, als er in der WM-Qualifikation gegen Kroatien in der 78. Minute für Mário Fernandes eingewechselt wurde.